# Staroje Esztiebieńkino
Staroje Esztiebieńkino (ros. Старое Эштебенькино) – wieś (sieło) w Rosji, w obwodzie samarskim, w rejonie czerno-wierszyńskim. W 2010 liczyła 730 mieszkańców.